# Караогланов, Захари
Захари Величков Караогланов (болг. Захари Величков Караогланов; 24 июня 1878, Шумен — 21 июня 1943, София) — болгарский химик, специалист по неорганической химии, основоположник аналитической химии. Ректор Софийского университета в 1922—1923 и 1932—1933 годах.

## Биография
Родился 24 июня 1878 года в Шумене. Окончил в 1902 году Софийский университет, где изучал химию. Стажировку прошёл в Лейпциге в 1903—1904 годах и в Берлине в 1911 году. С 1907 года — ассистент, с 1910 года — доцент, с 1915 года — профессор Софийского университета. С 1920 года руководил кафедрой аналитической химии физико-математического факультета Софийского университета. Декан факультета в 1921—1922 и 1928—1929 годах. В 1924—1929 годах — первый президент Союза химиков Болгарии.
Научная деятельность Караогланова была посвящена масс-анализу, связана с механизмами и чувствительности к аналитическим реакциям. Он заложил основы вольтамперметрии и сформулировал одно из первых уравнений электрохимической кинетики, получивших его имя. Автор первого болгарского учебника по неорганической химии для вузов.
Умер 21 июня 1943 года в Софии.

## Научные работы
- «О редокситных процессах при электролизе железных солей в растворе» (болг. Върху редоксипроцесите при електролиза на железни соли в разтвор, 1905—1906, в 2 частях на немецком)
- «Систематический подход к качественным исследованиям кислот» (болг. Систематичен ход за качествено изследване на киселини, 1922, соавтор М. Хаджиев)
- «Учебник по аналитической химии» (болг. Ръководство по аналитична химия, 1923—1924, в 2 частях)
- «Химические исследования состава черноморской воды и некоторых озёр на побережье Чёрного моря» (болг. Химични изследвания върху състава на черноморската вода и на някои от езерата ни покрай Черно море, 1926, соавтор М. Хаджиев)